# 阿里夫·海卡
阿里夫·海卡 ，2000年7月11日—）是一名马来西亚足球运动员，司职中场。目前效力马来西亚超级足球联赛俱乐部雪兰莪，也代表马来西亚国家足球队。

## 荣誉

### 俱乐部
雪兰莪
- 马来西亚杯亚军：2022年